# Eva Berg (rösträttsaktivist)
Eva Kristina Berg, född 27 juni 1883 i Mora församling, Kopparbergs län, död 7 maj 1933 i Mora församling, Kopparbergs län, var en svensk lärare och rösträttsaktivist. 
Eva Berg var verksam i kampanjen för införandet av kvinnlig rösträtt i Sverige och ordförande för Föreningen för kvinnans politiska rösträtt i Mora 1917–1921. 